# Lijst van gemeenten in Diyarbakır
Onderstaande lijst bevat alle gemeenten (2000) in de Turkse provincie Diyarbakır.
| District   | Gemeente      |
| ---------- | ------------- |
| Bağlar     | Bağlar        |
| Bismil     | Ambar         |
| Bismil     | Bismil        |
| Bismil     | Tepe          |
| Bismil     | Yukarısalat   |
| Çermik     | Çermik        |
| Çermik     | Yukarışeyhler |
| Çınar      | Alatosun      |
| Çınar      | Çınar         |
| Çüngüş     | Çüngüş        |
| Dicle      | Dicle         |
| Dicle      | Kaygısız      |
| Diyarbakır | Bağıvar       |
| Diyarbakır | Çarıklı       |
| Diyarbakır | Diyarbakır    |
| Diyarbakır | Kayapınar     |
| Eğil       | Eğil          |
| Ergani     | Ergani        |
| Ergani     | Şölen         |
| Hani       | Gürbüz        |
| Hani       | Hani          |
| Hani       | Kuyular       |
| Hazro      | Hazro         |
| Kocaköy    | Kocaköy       |
| Kocaköy    | Özekli        |
| Kulp       | Ağaçlı        |
| Kulp       | Kulp          |
| Lice       | Lice          |
| Silvan     | Bayrambaşı    |
| Silvan     | Silvan        |
| Sur        | Sur           |
| Yenişehir  | Yenişehir     |